# John Gorman (réalisateur)
Pour les articles homonymes, voir John Gorman.
John Gorman est un réalisateur, scénariste et producteur américain né le 4 septembre 1884 à Boston (Massachusetts) et mort le 2 avril 1936.
Il fut l'époux des actrices Clara Smith Hamon et Vola Vale.

## Filmographie

### comme réalisateur
- 1915 : The Little Orphans
- 1915 : An American Gentleman
- 1916 : Little Miss Nobody
- 1916 : The Soul of a Child
- 1917 : Corruption
- 1921 : Mademoiselle Papillon (The Butterfly Girl)
- 1921 : Fate
- 1923 : Why Women Remarry
- 1924 : The Painted Flapper
- 1925 : Wasted Lives
- 1926 : The Prince of Broadway
- 1926 : Home Sweet Home
- 1927 : Black Tears

### comme scénariste
- 1916 : Little Miss Nobody
- 1916 : The Soul of a Child
- 1917 : Corruption (+ Pièce)
- 1917 : The Love Dope
- 1921 : The Butterfly Girl
- 1926 : The Prince of Broadway (+ Pièce)
- 1926 : Home Sweet Home (+ Histoire)
- 1927 : Black Tears

### comme producteur
- 1923 : Why Women Remarry
- 1927 : Black Tears